# Spojené státy americké na Letních olympijských hrách 1948
Spojené státy americké na Letních olympijských hrách v roce 1948 v Londýně reprezentovalo 300 sportovců, z toho 38 žen a 262 mužů, ve 19 sportech.

## Medailisté
| Medaile | Jméno | Sport                | Soutěž                                         |
| ------- | --- | -------------------- | ---------------------------------------------- |
| Zlato   | Harrison Dillard | Atletika             | Muži 100 m                                     |
| Zlato   | Melvin Patton | Atletika             | Muži 200 m                                     |
| Zlato   | Mal Whitfield | Atletika             | Muži 800 m                                     |
| Zlato   | William Porter | Atletika             | Muži 110 m překážek                            |
| Zlato   | Roy Cochran | Atletika             | Muži 400 m překážek                            |
| Zlato   | Harrison Dillard Barney Ewell Melvin Patton Lorenzo Wright | Atletika             | Muži štafeta 4 × 100 m                         |
| Zlato   | Cliff Bourland Roy Cochran Arthur Harnden Mal Whitfield | Atletika             | Muži štafeta 4 × 400 m                         |
| Zlato   | Guinn Smith | Atletika             | Muži skok o tyči                               |
| Zlato   | Willie Steele | Atletika             | Muži skok daleký                               |
| Zlato   | Wilbur Thompson | Atletika             | Muži vrh koulí                                 |
| Zlato   | Bob Mathias | Atletika             | Muži desetiboj                                 |
| Zlato   | Alice Coachmanová | Atletika             | Ženy skok vysoký                               |
| Zlato   | Cliff Barker Donald Barksdale Ralph Beard Lewis Beck Vincent Boryla Gordon Carpenter Alexander Groza Wallace Jones Robert Kurland Raymond Lumpp Robert Pitts Jesse Renick Robert Robinson Kenneth Rollins | Basketbal            | Turnaj mužů                                    |
| Zlato   | Steven Lysak Stephen Macknowski | Kanoistika           | Muži C2 10 000 m                               |
| Zlato   | Bruce Harlan | Skoky do vody        | Muži prkno 3 m                                 |
| Zlato   | Sammy Lee | Skoky do vody        | Muži věž 10 m                                  |
| Zlato   | Vicki Dravesová | Skoky do vody        | Ženy prkno 3 m                                 |
| Zlato   | Vicki Dravesová | Skoky do vody        | Ženy věž 10 m                                  |
| Zlato   | Charles Anderson Frank Henry Earl Thomson | Jezdectví            | Jezdecká všestrannost - družstva               |
| Zlato   | Gordon Giovanelli Robert Martin Allen Morgan Warren Westlund Robert Will | Veslování            | Muži čtyřka s kormidelníkem                    |
| Zlato   | George Ahlgren David Brown Lloyd Butler James Hardy Ralph Purchase Justus Smith John Stack David Turner Ian Turner                                                                                        | Veslování            | Muži osmiveslice                               |
| Zlato   | Arthur Cook | Sportovní střelba    | Muži 50 metrů libovolná malorážka 60 ran vleže |
| Zlato   | Wally Ris | Plavání              | Muži 100 m volný způsob                        |
| Zlato   | William Smith | Plavání              | Muži 400 m volný způsob                        |
| Zlato   | Jimmy McLane | Plavání              | Muži 1500 m volný způsob                       |
| Zlato   | Allen Stack | Plavání              | Muži 100 m znak                                |
| Zlato   | Joe Verdeur | Plavání              | Muži 200 m prsa                                |
| Zlato   | Jimmy McLane Wally Ris William Smith Wally Wolf | Plavání              | Muži štafeta 4 × 200 m volný způsob            |
| Zlato   | Ann Curtis | Plavání              | Ženy 400 m volný způsob                        |
| Zlato   | Marie Corridon Ann Curtis Brenda Helser Thelma Kalama | Plavání              | Ženy štafeta 4 × 100 m volný způsob            |
| Zlato   | Joseph DePietro | Vzpírání             | Muži bantamová váha do 56 kg                   |
| Zlato   | Frank Spellman | Vzpírání             | Muži střední váha do 75 kg                     |
| Zlato   | Stanley Stanczyk | Vzpírání             | Muži lehkotěžká váha do 82,5 kg                |
| Zlato   | John Davis | Vzpírání             | Muži těžká váha nad 82,5 kg                    |
| Zlato   | Glen Brand | Zápas                | Muži volný styl do 79 kg                       |
| Zlato   | Henry Wittenberg | Zápas                | Muži volný styl do 87 kg                       |
| Zlato   | Hilary Smart Paul Smart | Jachting             | Muži třída Star                                |
| Zlato   | Alfred Loomis Michael Mooney James Smith Jim Weekes Herman Whiton | Jachting             | Muži třída 6 m                                 |
| Stříbro | Barney Ewell | Atletika             | Muži 100 m                                     |
| Stříbro | Barney Ewell | Atletika             | Muži 200 m                                     |
| Stříbro | Clyde Scott | Atletika             | Muži 110 m překážek                            |
| Stříbro | Jim Delaney | Atletika             | Muži vrh koulí                                 |
| Stříbro | Steve Seymour | Atletika             | Muži hod oštěpem                               |
| Stříbro | Hank Herring | Box                  | Muži váha lehká střední do 67 kg               |
| Stříbro | Steven Lysak Stephen Macknowski | Kanoistika           | Muži C2 1 000 m                                |
| Stříbro | Frank Havens | Kanoistika           | Muži C1 10 000 m                               |
| Stříbro | Miller Anderson | Skoky do vody        | Muži prkno 3 m                                 |
| Stříbro | Bruce Harlan | Skoky do vody        | Muži věž 10 m                                  |
| Stříbro | Zoe Olsen-Jensen | Skoky do vody        | Ženy prkno 3 m                                 |
| Stříbro | Patricia Elsener | Skoky do vody        | Ženy věž 10 m                                  |
| Stříbro | Frank Henry | Jezdectví            | Jezdecká všestrannost - jednotlivci            |
| Stříbro | Robert Borg Frank Henry Earl Thomson | Jezdectví            | Drezura - družstva                             |
| Stříbro | George Moore | Moderní pětiboj      | Muži jednotlivci                               |
| Stříbro | Walter Tomsen | Sportovní střelba    | Muži 50 metrů libovolná malorážka 60 ran vleže |
| Stříbro | Alan Ford | Plavání              | Muži 100 m volný způsob                        |
| Stříbro | Jimmy McLane | Plavání              | Muži 400 m volný způsob                        |
| Stříbro | Bob Cowell | Plavání              | Muži 100 m znak                                |
| Stříbro | Keith Carter | Plavání              | Muži 200 m prsa                                |
| Stříbro | Ann Curtis | Plavání              | Ženy 100 m volný způsob                        |
| Stříbro | Suzanne Zimmerman | Plavání              | Ženy 100 m znak                                |
| Stříbro | Peter George | Vzpírání             | Muži střední váha do 75 kg                     |
| Stříbro | Herold Sakata | Vzpírání             | Muži lehkotěžká váha do 82,5 kg                |
| Stříbro | Norbert Schemansky | Vzpírání             | Muži těžká váha nad 82,5 kg                    |
| Stříbro | Gerald Leeman | Zápas                | Muži volný styl do 57 kg                       |
| Stříbro | Ralph Evans | Jachting             | Muži třída Firefly                             |
| Bronz   | Mal Whitfield | Atletika             | Muži 400 m                                     |
| Bronz   | Craig Dixon | Atletika             | Muži 110 m překážek                            |
| Bronz   | George Stanich | Atletika             | Muži skok vysoký                               |
| Bronz   | Bob Richards | Atletika             | Muži skok o tyči                               |
| Bronz   | Herbert Douglas | Atletika             | Muži skok daleký                               |
| Bronz   | James Fuchs | Atletika             | Muži vrh koulí                                 |
| Bronz   | Fortune Gordien | Atletika             | Muži hod diskem                                |
| Bronz   | Robert Bennett | Atletika             | Muži hod kladivem                              |
| Bronz   | Floyd Simmons | Atletika             | Muži desetiboj                                 |
| Bronz   | Audrey Pattersonová | Atletika             | Ženy 200 m                                     |
| Bronz   | Sammy Lee | Skoky do vody        | Muži prkno 3 m                                 |
| Bronz   | Patricia Elsener | Skoky do vody        | Ženy prkno 3 m                                 |
| Bronz   | Norman Armitage Dean Cetrulo Miguel deCapriles James Hummitzsch Flynn Tibor Nyilas George Worth | Šerm                 | Družstvo mužů šavle                            |
| Bronz   | Ladislava Bakanic Marian Barone Dorothy Dalton Meta Elste Consetta Lenz Helen Schifano Clara Schroth Anita Simonis                                                                                        | Sportovní gymnastika | Družstvo žen                                   |
| Bronz   | Gregory Gates Stuart Griffing Frederick Kingsbury Robert Perew | Veslování            | Muži čtyřka bez kormidelníka                   |
| Bronz   | Bob Sohl | Plavání              | Muži 200 m prsa                                |
| Bronz   | Richard Tom | Vzpírání             | Muži bantamová váha do 56 kg                   |
| Bronz   | Leland Merrill | Zápas                | Muži volný styl do 73 kg                       |
| Bronz   | Lockwood Pirie Owen Torrey | Jachting             | Muži třída Swallow                             |